# 千田典史
千田 典史（ちだ のりふみ）は、日本の歯科医師。医療法人社団千仁会理事長、北海道大学歯学部臨床教授

## 略歴
岩手県立水沢高等学校、1990年北海道大学歯学部卒業。北海道大学大学院歯学研究科博士課程修了。1994年ちだ歯科クリニックを開業。その後2002年医療法人化し、札幌市内にちだ歯科クリニック、新川駅前歯科クリニック、北海道大志歯科クリニック、インプラントオフィス大通を展開。